# Molen van 't Roosje
De Molen van 't Roosje is een windmolenrestant in tot de Antwerpse stad Geel behorende plaats Punt, gelegen aan de Twee-Molensstraat 5.
Deze ronde stenen molen van het type beltmolen fungeerde als korenmolen.

## Geschiedenis
De molen werd opgericht in 1878. In 1944 werd de molen zwaar beschadigd door oorlogsgeweld.
In 1990 werd de romp hersteld en als woonhuis ingericht. Er kwam een vaste kap op de romp, maar geen wiekenkruis.
- Inventaris van het Bouwkundig Erfgoed (Vlaanderen): 52455